# Killian Tillie
Killian Wiard Tillie (Cagnes-sur-Mer, 5 marzo 1998) è un cestista francese.

## Biografia
Tillie proviene da una famiglia di sportivi: il padre Laurent è un ex pallavolista, nonché attuale allenatore della nazionale francese; pratica la stessa disciplina anche il fratello Kévin, mentre l'altro fratello Kim è anch'egli un cestista. Inoltre pure la madre e il nonno paterno sono stati pallavolisti di successo; lo zio paterno era invece pallanuotista.

## Palmarès

### Club
- Copa del Rey: 1

Málaga: 2025
- Supercoppa spagnola: 1

Málaga: 2024
- Basketball Champions League: 1

Málaga: 2024-2025
- Coppa Intercontinentale: 1

Málaga: 2024

### Nazionale
- Europei di pallacanestro maschile Under-16: 1

 Lettonia 2014

### Individuale
- MVP FIBA EuroBasket Under-16: 1

2014